# ジェラルディーナ (競走馬)
ジェラルディーナ（欧字名:Geraldina 香:吉典娜、2018年5月12日 - ）は、日本の競走馬。主な勝ち鞍は2022年のエリザベス女王杯、オールカマー。
馬名の意味は、女性名より。2022年のJRA賞最優秀4歳以上牝馬である。
母は史上4頭目の三冠牝馬でGIを7勝したジェンティルドンナ。父は安田記念、マイルチャンピオンシップ、香港マイルなどGI6勝のモーリス。2022年のオールカマーを勝利し、ジェンティルドンナ産駒初の重賞勝ち馬となった。同じく2022年のエリザベス女王杯を勝利し、ジェンティルドンナ産駒初のGI勝ち馬となった

## 戦績

### デビュー前 - 2歳（2020年）
一口馬主法人サンデーレーシングから総額7,000万円（一口175万円×40口）で募集された。
9月の中京競馬場新馬戦でデビュー。初戦は3着、2戦目の未勝利戦は2着となり、3戦目で勝ち上がった。その後、年末のGI阪神ジュベナイルフィリーズに挑戦するも、ソダシの7着に敗れた。

### 3歳（2021年）
年が明けてリステッド競走エルフィンステークスに出走、2番人気に支持されるも10着となり、クラシック路線には乗れなかった。この後これまでジェラルディーナの調教師だった石坂正が2月28日に定年のため引退し、斉藤崇史厩舎へと転厩した。
転厩後は自己条件に戻り古馬との初対戦となった6月27日の阪神競馬第8競走・城崎特別（1勝クラス）では、競走中に右手綱の尾錠が外れるアクシデントもあり8着と敗れた。
しかし、7月に小倉競馬のマカオジョッキークラブトロフィー（1勝クラス）から、2勝クラス、3勝クラスと立て続けに勝利を収め、3連勝となった。秋華賞には出走せず、その後12月に阪神競馬場で開催されたチャレンジカップに出走し、ソーヴァリアントの4着と善戦した。

### 4歳（2022年）
ほとんど掲示板は確保するものの、勝ちきれないレースが続き、8月に小倉競馬場で行われた小倉記念でも、1番人気に支持されるが、勝ったマリアエレーナに突き放され、3着に終わった。しかし、9月に中山競馬場で開催されたGIIオールカマーでは、5番人気ながら最内で脚を溜め、見事に差しきって、1番人気の三冠牝馬デアリングタクトなどを退け、重賞初制覇を飾った。この勝利でGI・7勝の母ジェンティルドンナ産駒初の重賞制覇となった。
さらに次走となる11月13日のGIエリザベス女王杯では、クリスチャン・デムーロを鞍上として出走。道中中団のやや後方に位置すると、最後の直線で大外から追い込んで差し切り勝ちを決め、GI初制覇を成し遂げた。
年内最終戦の有馬記念では、スタートで1馬身出遅れ、道中は後方3番手で追走。それでもロスを最小限に抑えて懸命に追い上げ、直線では末脚を見せて猛然と追い込むも、早めに抜け出したイクイノックスやボルドグフーシュには届かず3着に敗れた。

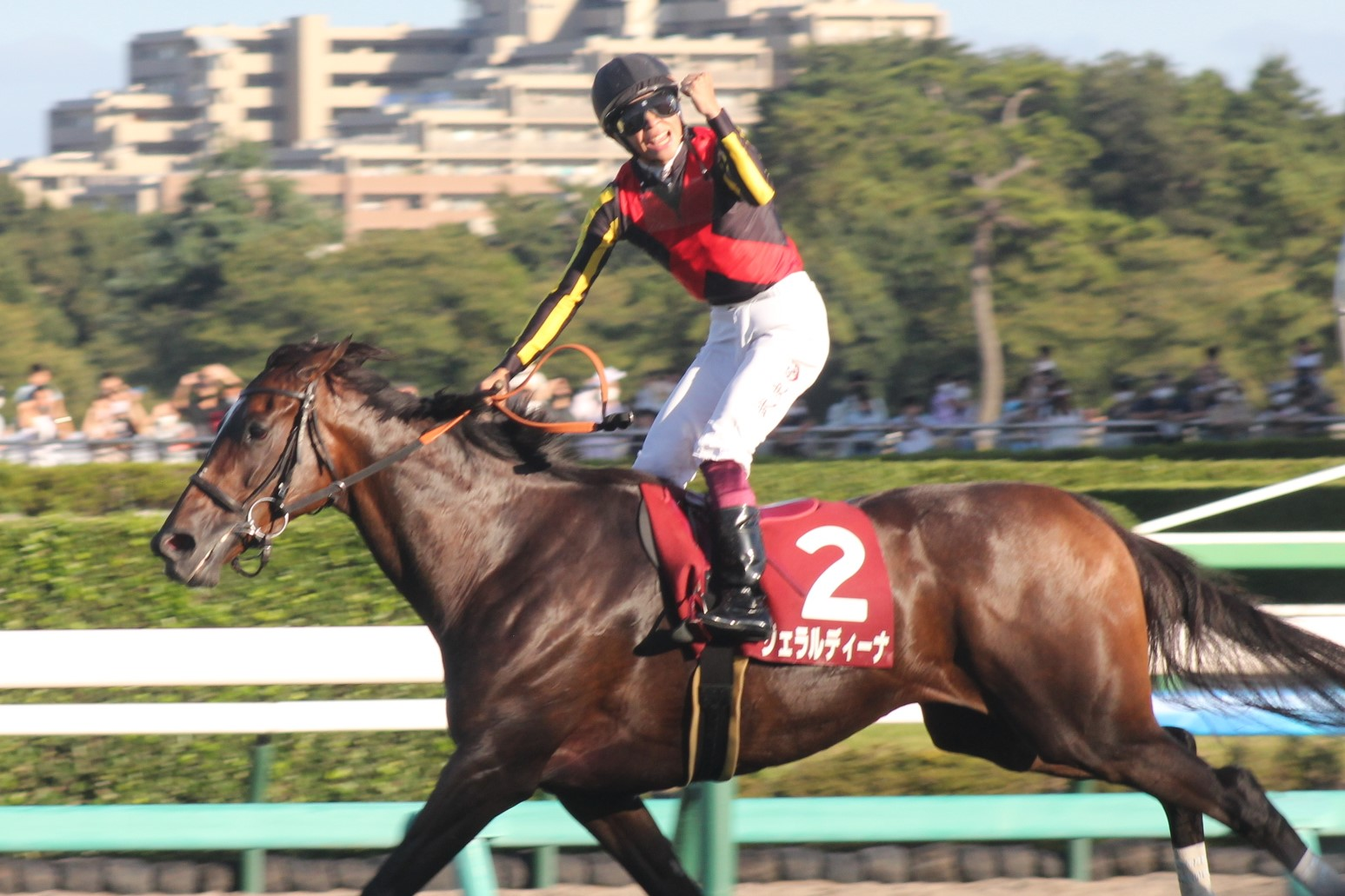
オールカマー
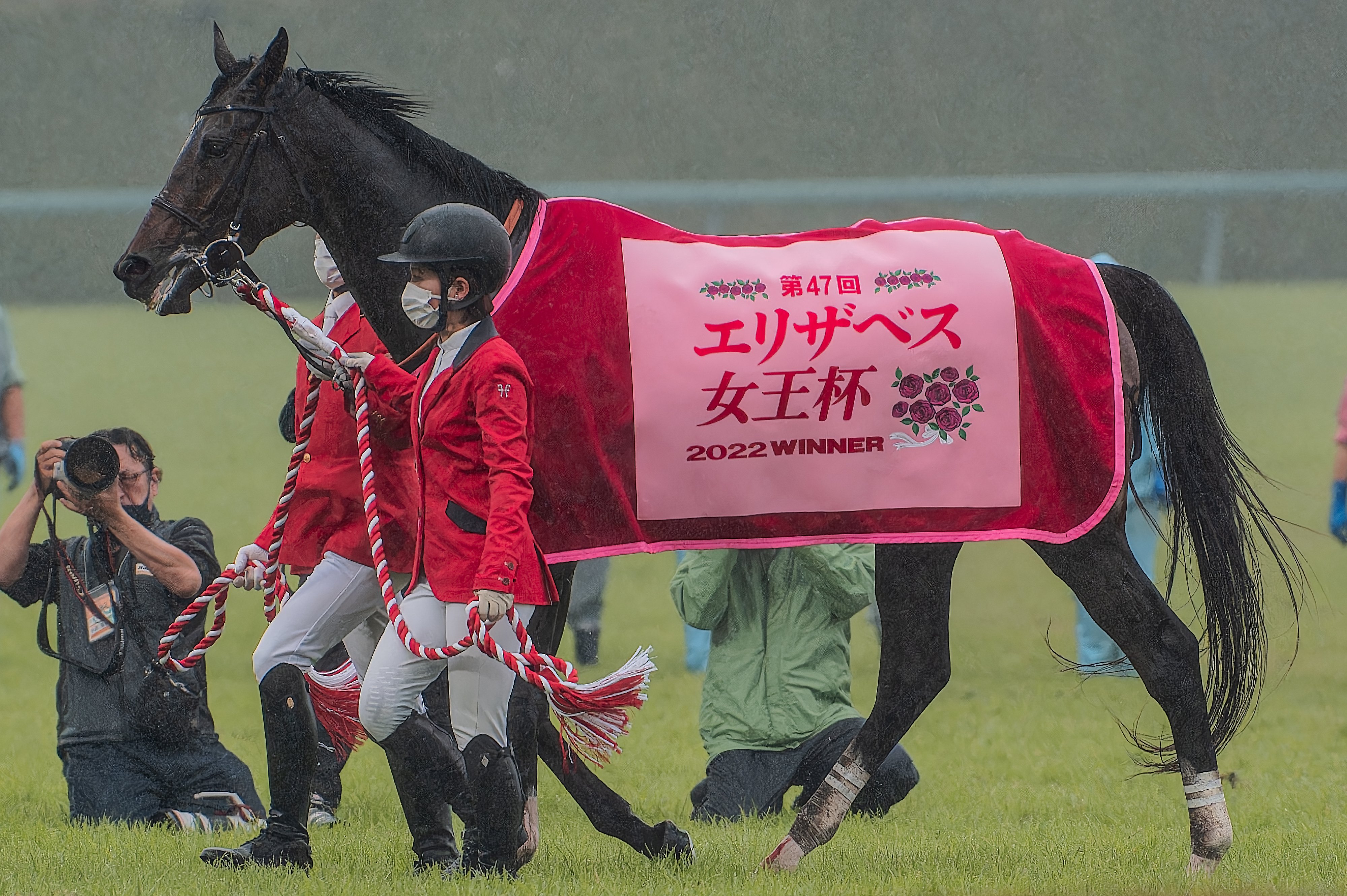
エリザベス女王杯

### 5歳（2023年）
4月2日の大阪杯から始動。道中中団のやや後ろで前年の二冠牝馬スターズオンアースをマークしながらレースを進め、直線で鋭く脚を伸ばしたがジャックドールの6着に敗退。その後、香港に遠征し4月30日のクイーンエリザベス2世カップに出走。後方からレースを進めたがスローペースが災いして7頭立ての6着に終わる。帰国後、6月25日の第64回宝塚記念では武豊とのコンビで挑み、後方追走から3コーナー手前で外から仕掛けるも直線で力尽きて4着に敗れた。
秋に入り、9月24日のオールカマーでは出遅れて中団のやや後ろからレースを進め、直線で脚を伸ばすも6着。11月12日に行われたエリザベス女王杯ではまたしてもスタートで出遅れて道中は中団追走も直線で伸び切れず5着となり、連覇はならなかった。ラストランとなった12月10日の香港ヴァーズでは好位のインから脚を伸ばしてきたがジュンコの4着に敗れた。帰国後、12月20日付でJRAの競走馬登録を抹消された。引退後は北海道安平町のノーザンファームで繁殖牝馬として供用される。

## エピソード
- 13冠ベビーとして誕生時から大きな注目を浴びていた[36]
- 本馬の出資者の一人にYouTuber・フィッシャーズのンダホがいる[37]。

## 競走成績
以下の内容は、JBISサーチ、netkeiba.comおよび香港ジョッキークラブの情報に基づく。
| 競走日     | 競馬場 | 競走名           | 格   | 距離（馬場）  | 頭 数 | 枠 番 | 馬 番 | オッズ （人気） | 着順 | タイム （上り3F） | 着差  | 騎手          | 斤量 [kg] | 1着馬（2着馬）                    | 馬体重 [kg] |
| ---------- | ------ | ---------------- | ---- | ------------- | ----- | ----- | ----- | --------------- | ---- | ----------------- | ----- | ------------- | --------- | --------------------------------- | ----------- |
| 2020.09.12 | 中京   | 2歳新馬          |      | 芝1600m（稍） | 16    | 1     | 1     | 004.40（3人）   | 03着 | R1:35.8（34.5）   | -0.3  | 0岩田康誠     | 54        | サトノルーチェ                    | 440         |
| 0000.10.03 | 中京   | 2歳未勝利        |      | 芝1600m（良） | 10    | 7     | 8     | 003.70（2人）   | 02着 | R1:34.5（35.6）   | -0.2  | 0岩田康誠     | 54        | スパークル                        | 432         |
| 0000.11.23 | 阪神   | 2歳未勝利        |      | 芝1800m（良） | 16    | 5     | 9     | 003.40（2人）   | 01着 | R1:46.7（35.7）   | -0.0  | 0北村友一     | 54        | （トウシンモンブラン）            | 432         |
| 0000.12.13 | 阪神   | 阪神JF           | GI   | 芝1600m（良） | 18    | 2     | 3     | 030.70（8人）   | 07着 | R1:33.6（33.7）   | -0.5  | 0岩田康誠     | 54        | ソダシ                            | 428         |
| 2021.02.06 | 中京   | エルフィンS      | L    | 芝1600m（良） | 12    | 4     | 4     | 005.70（2人）   | 10着 | R1:36.6（33.8）   | -0.6  | 0北村友一     | 54        | サルファーコスモス                | 430         |
| 0000.06.27 | 阪神   | 城崎特別         | 1勝  | 芝1800m（良） | 9     | 8     | 8     | 005.00（4人）   | 08着 | R1:49.4（38.4）   | -3.5  | 0福永祐一     | 52        | ジオフロント                      | 436         |
| 0000.07.10 | 小倉   | マカオJCT        | 1勝  | 芝1800m（良） | 13    | 4     | 4     | 004.10（2人）   | 01着 | R1:45.3（35.0）   | -0.4  | 0福永祐一     | 52        | （トウシンモンブラン）            | 438         |
| 0000.09.05 | 小倉   | 筑後川特別       | 2勝  | 芝1800m（良） | 11    | 8     | 11    | 001.70（1人）   | 01着 | R1:47.8（33.1）   | -0.3  | 0福永祐一     | 52        | （ジュンブルースカイ）            | 438         |
| 0000.10.17 | 阪神   | 西宮S            | 3勝  | 芝1800m（良） | 15    | 5     | 9     | 002.40（1人）   | 01着 | R1:46.1（33.3）   | -0.3  | 0福永祐一     | 53        | （イズジョーノキセキ）            | 444         |
| 0000.12.04 | 阪神   | チャレンジC      | GIII | 芝2000m（良） | 11    | 1     | 1     | 003.90（2人）   | 04着 | R2:01.8（34.1）   | -0.8  | 0福永祐一     | 53        | ソーヴァリアント                  | 448         |
| 2022.02.13 | 阪神   | 京都記念         | GII  | 芝2200m（稍） | 13    | 6     | 9     | 007.50（4人）   | 04着 | R2:12.2（33.6）   | -0.3  | 0福永祐一     | 53        | アフリカンゴールド                | 454         |
| 0000.04.09 | 阪神   | 阪神牝馬S        | GII  | 芝1600m（良） | 11    | 7     | 9     | 004.00（3人）   | 06着 | R1:33.2（33.4）   | -0.4  | 0幸英明       | 54        | メイショウミモザ                  | 450         |
| 0000.06.04 | 中京   | 鳴尾記念         | GIII | 芝2000m（良） | 10    | 8     | 9     | 005.40（4人）   | 02着 | R1:57.8（33.6）   | -0.1  | 0福永祐一     | 54        | ヴェルトライゼンデ                | 452         |
| 0000.08.14 | 小倉   | 小倉記念         | GIII | 芝2000m（良） | 15    | 2     | 4     | 003.20（1人）   | 03着 | R1:58.2（35.0）   | -0.8  | 0福永祐一     | 54        | マリアエレーナ                    | 458         |
| 0000.09.25 | 中山   | オールカマー     | GII  | 芝2200m（良） | 13    | 2     | 2     | 019.50（5人）   | 01着 | R2:12.7（35.1）   | -0.2  | 0横山武史     | 54        | （ロバートソンキー）              | 464         |
| 0000.11.13 | 阪神   | エリザベス女王杯 | GI   | 芝2200m（重） | 18    | 8     | 18    | 008.10（4人）   | 01着 | R2:13.0（35.4）   | -0.3  | 0C.デムーロ   | 56        | （ウインマリリン） （ライラック） | 470         |
| 0000.12.25 | 中山   | 有馬記念         | GI   | 芝2500m（良） | 16    | 3     | 5     | 007.40（3人）   | 03着 | R2:33.1（35.7）   | -0.7  | 0C.デムーロ   | 55        | イクイノックス                    | 470         |
| 2023.04.02 | 阪神   | 大阪杯           | GI   | 芝2000m（良） | 16    | 1     | 1     | 008.50（5人）   | 06着 | R1:58.0（34.9）   | -0.6  | 0岩田望来     | 56        | ジャックドール                    | 472         |
| 0000.04.30 | 沙田   | QEII世C          | G1   | 芝2000m（Gd） | 7     | 2     | 7     | 008.20（4人）   | 06着 | R2:02.74（34.19） | -0.82 | 0C.デムーロ   | 55.5      | Romantic Warrior                  | 463         |
| 0000.06.25 | 阪神   | 宝塚記念         | GI   | 芝2200m（良） | 17    | 6     | 11    | 013.80（3人）   | 04着 | R2:11.4（35.5）   | -0.2  | 0武豊         | 56        | イクイノックス                    | 466         |
| 0000.09.24 | 中山   | オールカマー     | GII  | 芝2200m（良） | 15    | 4     | 6     | 005.10（3人）   | 06着 | R2:12.5（35.1）   | -0.5  | 0団野大成     | 56        | ローシャムパーク                  | 466         |
| 0000.11.12 | 京都   | エリザベス女王杯 | GI   | 芝2200m（良） | 15    | 4     | 7     | 004.60（2人）   | 05着 | R2:12.9（34.7）   | -0.3  | 0R.ムーア     | 56        | ブレイディヴェーグ                | 466         |
| 0000.12.10 | 沙田   | 香港ヴァーズ     | G1   | 芝2400m（Gd） | 9     | 5     | 7     | 017.00（5人）   | 04着 | R2:30.73（35.56） | -0.61 | 0W.ビュイック | 55.5      | Junko                             | 463         |

- 海外の競走の「枠番」欄にはゲート番を記載
- 香港のオッズ・人気は香港ジョッキークラブのもの（日本式のオッズ表記とした）

## 繁殖成績
引退後は北海道安平町にあるノーザンファームで繁殖牝馬となった。初年度はサートゥルナーリアと交配した。
2025年1月26日、初仔となる牝馬を出産した。
|      | 誕生年 | 馬名                       | 毛色 | 父                 | 性 | 厩舎 | 馬主 | 戦績 | 出典 |
| ---- | ------ | -------------------------- | ---- | ------------------ | -- | ---- | ---- | ---- | ---- |
| 初仔 | 2025年 | （ジェラルディーナの2025） |      | サートゥルナーリア | 牝 |      |      |      |      |

## 血統表
| ジェラルディーナの血統          | ジェラルディーナの血統                                                                                       | ジェラルディーナの血統                                                                                       | （血統表の出典）                                                                                             | （血統表の出典）      |
| 父系                            | ロベルト系                                                                                                   | ロベルト系                                                                                                   | ロベルト系                                                                                                   | [ § 2 ]               |
| 父 モーリス 2011 鹿毛           | 父の父スクリーンヒーロー 2004 栗毛                                                                           | *グラスワンダー                                                                                              | Silver Hawk                                                                                                  | Silver Hawk           |
| 父 モーリス 2011 鹿毛           | 父の父スクリーンヒーロー 2004 栗毛                                                                           | *グラスワンダー                                                                                              | Ameriflora                                                                                                   |                       |
| 父 モーリス 2011 鹿毛           | 父の父スクリーンヒーロー 2004 栗毛                                                                           | ランニングヒロイン                                                                                           | *サンデーサイレンス                                                                                          | *サンデーサイレンス   |
| 父 モーリス 2011 鹿毛           | 父の父スクリーンヒーロー 2004 栗毛                                                                           | ランニングヒロイン                                                                                           | ダイナアクトレス                                                                                             |                       |
| 父 モーリス 2011 鹿毛           | 父の母メジロフランシス 2001 鹿毛                                                                             | *カーネギー                                                                                                  | Sadler's Wells                                                                                               | Sadler's Wells        |
| 父 モーリス 2011 鹿毛           | 父の母メジロフランシス 2001 鹿毛                                                                             | *カーネギー                                                                                                  | Detroit |                       |
| 父 モーリス 2011 鹿毛           | 父の母メジロフランシス 2001 鹿毛                                                                             | メジロモントレー                                                                                             | *モガミ | *モガミ               |
| 父 モーリス 2011 鹿毛           | 父の母メジロフランシス 2001 鹿毛                                                                             | メジロモントレー                                                                                             | メジロクインシー                                                                                             |                       |
| 母 ジェンティルドンナ 2009 鹿毛 | 母の父ディープインパクト 2002 鹿毛                                                                           | *サンデーサイレンス                                                                                          | Halo | Halo                  |
| 母 ジェンティルドンナ 2009 鹿毛 | 母の父ディープインパクト 2002 鹿毛                                                                           | *サンデーサイレンス                                                                                          | Wishing Well                                                                                                 |                       |
| 母 ジェンティルドンナ 2009 鹿毛 | 母の父ディープインパクト 2002 鹿毛                                                                           | *ウインドインハーヘア                                                                                        | Alzao | Alzao                 |
| 母 ジェンティルドンナ 2009 鹿毛 | 母の父ディープインパクト 2002 鹿毛                                                                           | *ウインドインハーヘア                                                                                        | Burghclere                                                                                                   |                       |
| 母 ジェンティルドンナ 2009 鹿毛 | 母の母*ドナブリーニ Donna Blini 2003 栗毛                                                                    | Bertolini | Danzig | Danzig                |
| 母 ジェンティルドンナ 2009 鹿毛 | 母の母*ドナブリーニ Donna Blini 2003 栗毛                                                                    | Bertolini | Aquilegia |                       |
| 母 ジェンティルドンナ 2009 鹿毛 | 母の母*ドナブリーニ Donna Blini 2003 栗毛                                                                    | Cal Norma's Lady                                                                                             | *リファーズスペシャル                                                                                        | *リファーズスペシャル |
| 母 ジェンティルドンナ 2009 鹿毛 | 母の母*ドナブリーニ Donna Blini 2003 栗毛                                                                    | Cal Norma's Lady                                                                                             | June Darling                                                                                                 |                       |
| 母系(F-No.)                     | Fair Astronomer系(FN:16-f)                                                                                   | Fair Astronomer系(FN:16-f)                                                                                   | Fair Astronomer系(FN:16-f)                                                                                   |                       |
| 5代内の近親交配                 | - サンデーサイレンス 4×3＝18.75％ - Lyphard 5×5×5＝9.38％ - Danzig 5×4＝9.38％ - Northern Dancer 5×5＝6.25％ | - サンデーサイレンス 4×3＝18.75％ - Lyphard 5×5×5＝9.38％ - Danzig 5×4＝9.38％ - Northern Dancer 5×5＝6.25％ | - サンデーサイレンス 4×3＝18.75％ - Lyphard 5×5×5＝9.38％ - Danzig 5×4＝9.38％ - Northern Dancer 5×5＝6.25％ | [ § 3 ]               |
| 出典                            | 1. 2. 3. | 1. 2. 3. | 1. 2. 3. | 1. 2. 3.              |

- 祖母ドナブリーニは米G1・チェヴァリーパークステークス優勝馬。
- 伯母に2012年京都牝馬ステークス、関屋記念優勝馬のドナウブルーがいる。
- 祖母の半妹リトルブックの産駒に2019年東京優駿優勝馬のロジャーバローズがいる。